# Paracaedicia tibialis
Paracaedicia tibialis är en insektsart som beskrevs av Brunner von Wattenwyl 1891. Paracaedicia tibialis ingår i släktet Paracaedicia och familjen vårtbitare. Inga underarter finns listade i Catalogue of Life.